# Стокгольмский трамвай
Стокгольмский трамвай — собирательное название различных трамвайных систем Стокгольма. На конец 2007 года в Стокгольме действовало несколько несвязанных трамвайных линий, каждая из которых имеет свой собственный характер.
В прошлом Стокгольм имел развитую сеть городских трамваев, но она была окончательно закрыта в 1967 году во время перехода Швеции на правостороннее движение. Сохранились только линии Lidingöbanan и Nockebybanan, которые полностью проходят по выделенной полосе.

## Djurgårdslinjen

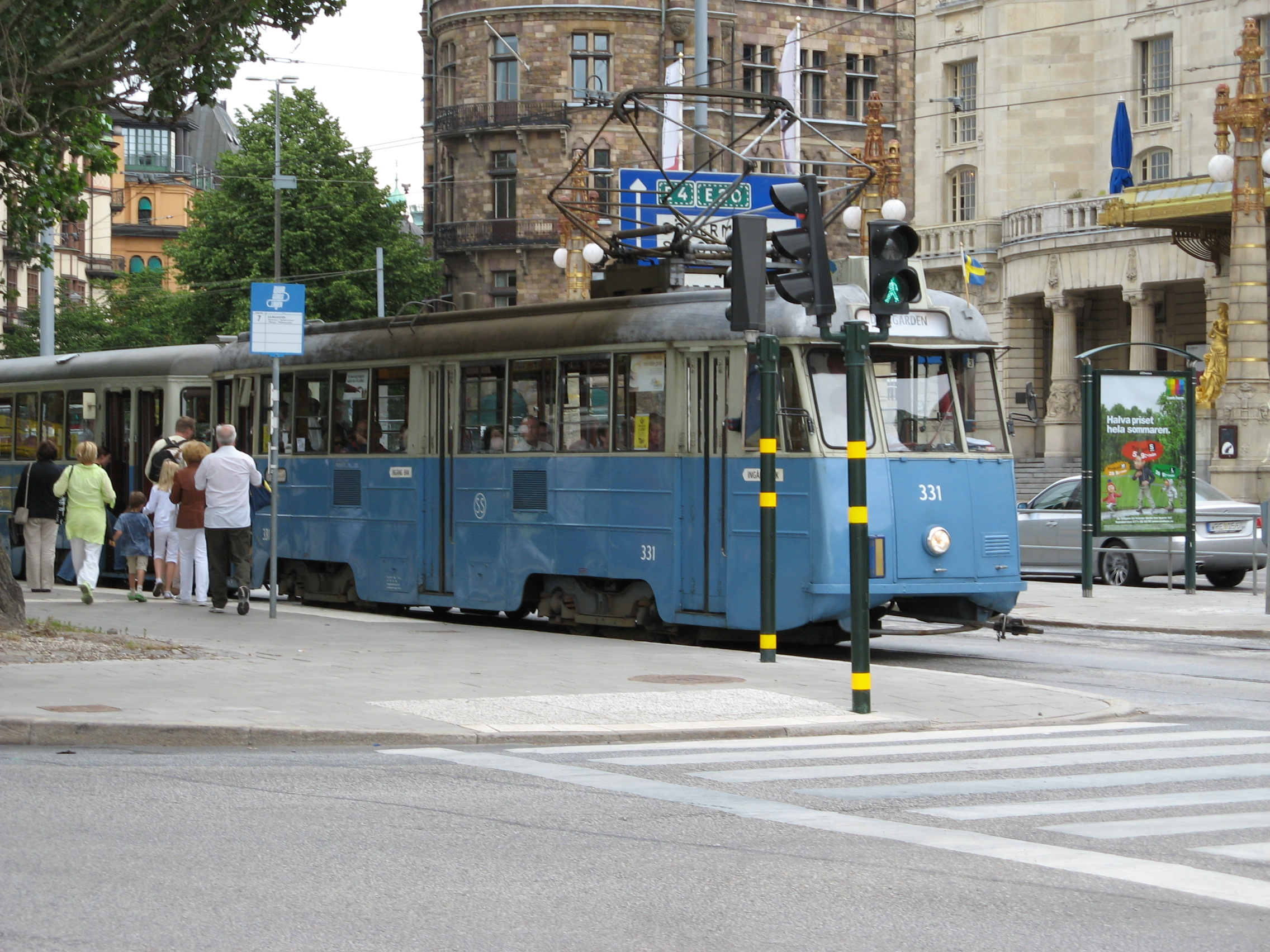
Djurgårdslinjen

Djurgårdslinjen (маршрутный номер 7N) — историческая трамвайная линия. Она была закрыта в 1967 году вместе со всеми остальными городскими трамвайными линиями Стокгольма, но в июне 1991 года линия была восстановлена энтузиастами-любителями трамвая в качестве музейной (с использованием старинных трамваев). Однако линия выполняет и функцию общественного транспорта. На ней действуют все виды билетов SL
Длина линии — 2,9 км, имеется 10 остановок.
Маршрут: Sergels torg – Kungsträdgården – Nybroplan – Styrmansgatan – Djurgårdsbron – Nordiska museet/Vasamuseet – Liljevalchs/Gröna Lund – Skansen – Djurgårdsskolan – Waldemarsudde.
Расписание: https://www.djurgardslinjen.se/

## Lidingöbanan

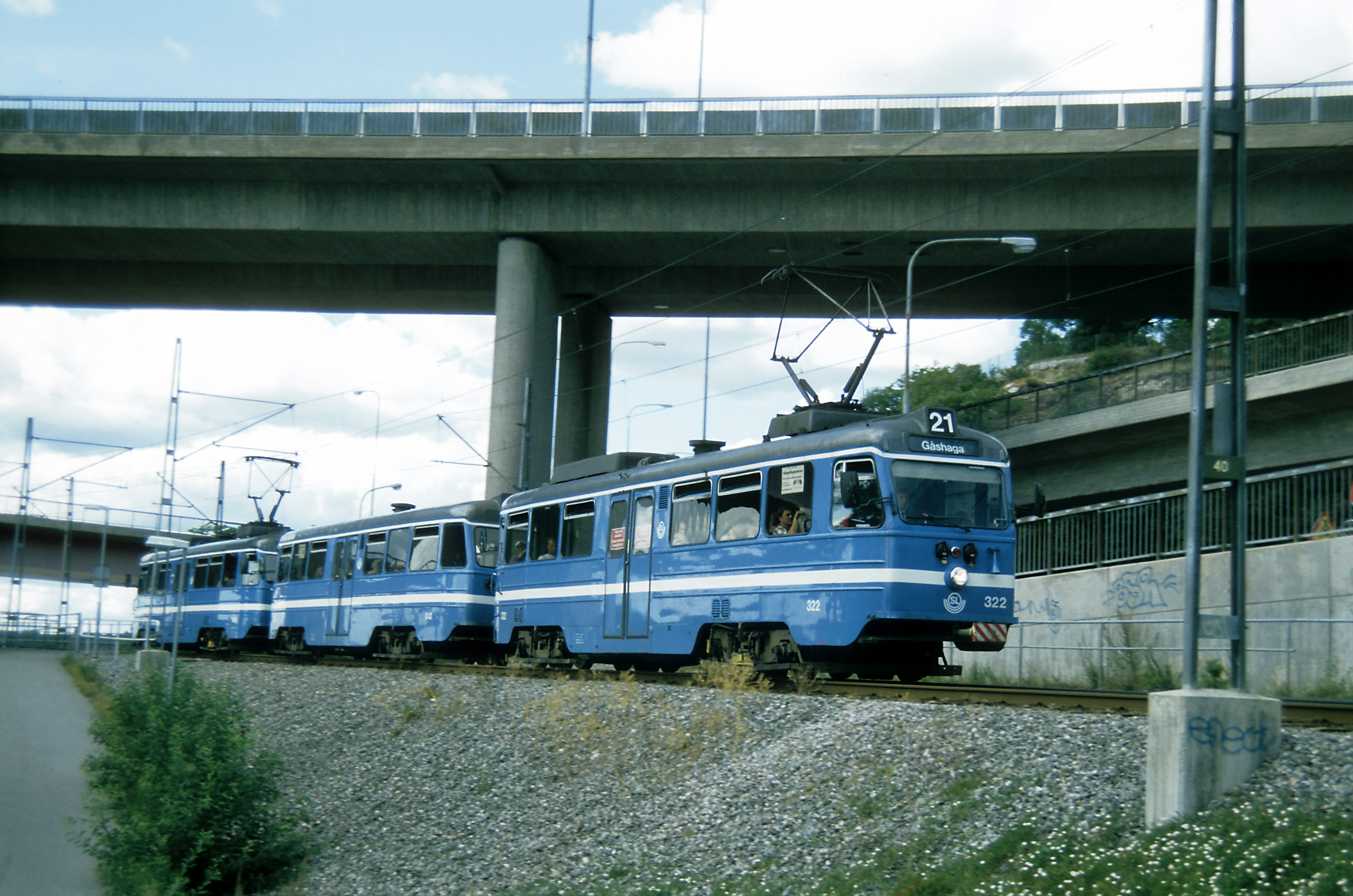
Lidingöbanan

Соединяет остров Лидингё со Стокгольмом.
Эта линия формально считается железной дорогой, но использует трамвайный подвижной состав. Линия полностью проходит по выделенной полосе, участков с совмещённой трассой нет, но имеются переезды с автодорогами.
Длина линии — 9,2 км, имеется 14 остановок. Маршрутный номер — 21.

## Norra Lidingöbanan

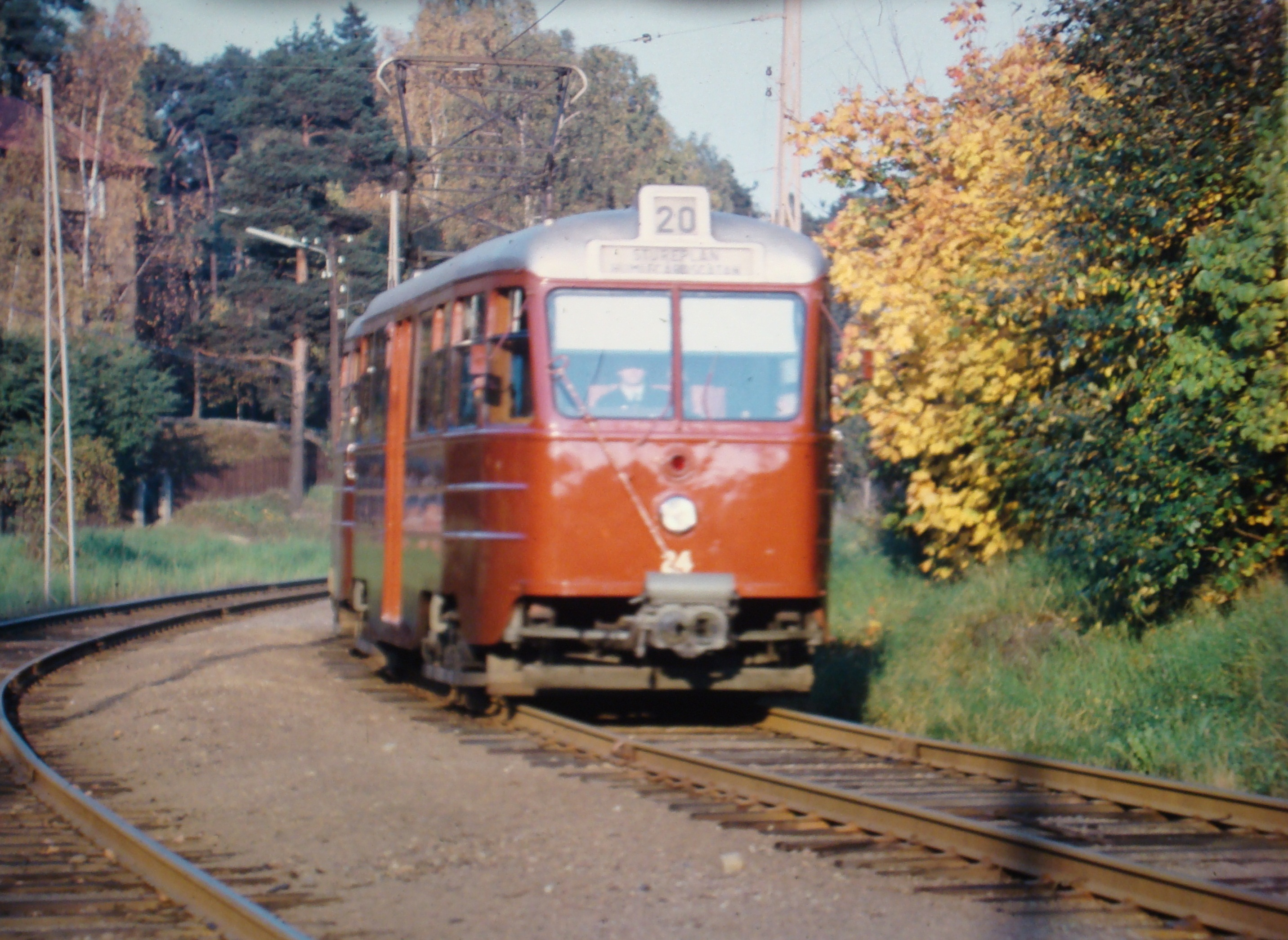
Norra Lidingöbanan

Закрытый маршрут в 1967 году на территории Лидингё.
Маршрутный номер - 20.

## Tvärbanan

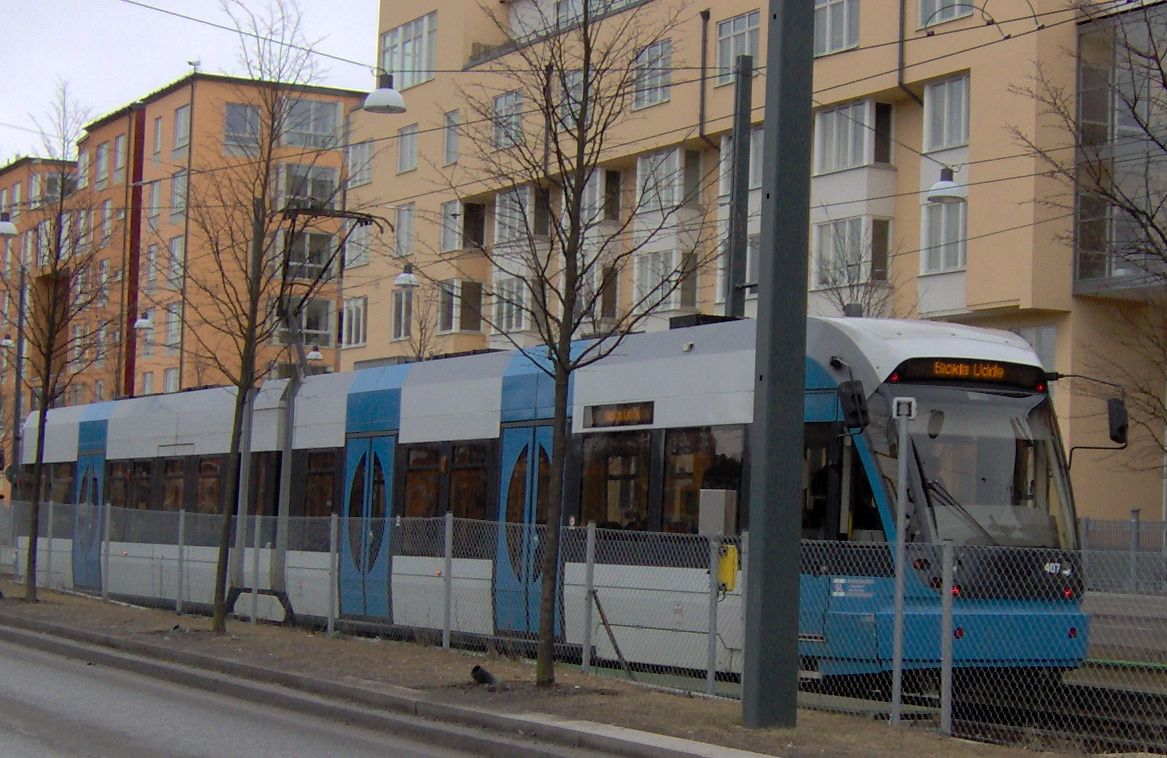
Tvärbanan

Это линия современного скоростного трамвая (ЛРТ), она открылась в 2000 году. Большей частью Tvärbanan проходит по выделенной полосе. Длина линии — 18,8 км, количество остановок — 25, маршрутный номер — 22.

## Nockebybanan

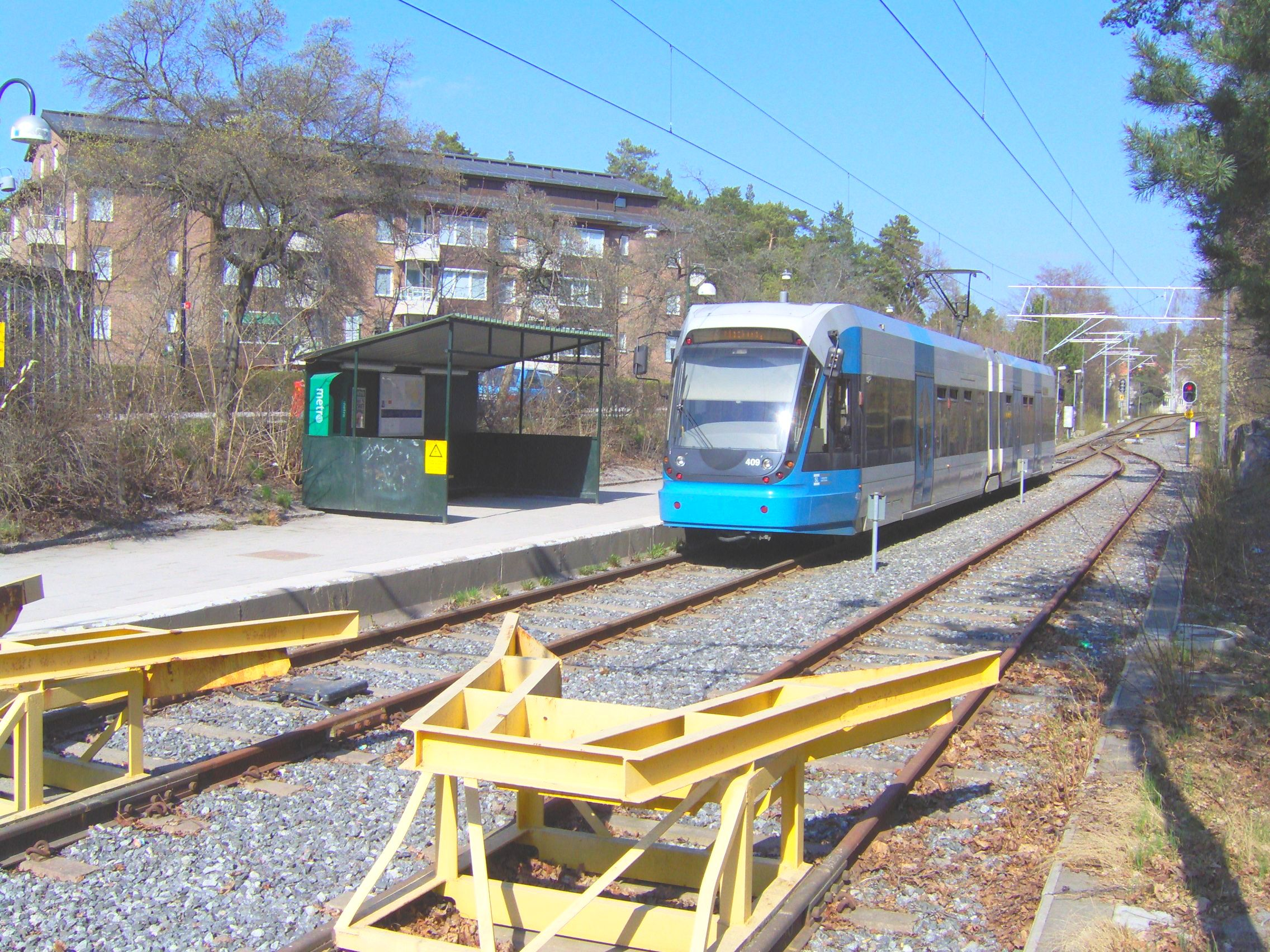
Nockebybanan

Линия скоростного трамвая (ЛРТ). Эта линия полностью проходит по выделенным полосам, поэтому она, как и Lidingöbanan, не была закрыта в 1967 году. Длина линии — 5,7 км, количество остановок — 10, маршрутный номер — 12.